# Râul Cinca
Râul Cinca este un curs de apă afluent al râului Timișana.

## Hărți
- Harta județului Timiș

1. ↑  Geographic Names Server, 11 iunie 2018